# هاري ويست
هاري ويست (بالإنجليزية: Harry West)‏ هو فلاح وسياسي بريطاني (وحمل سابقاً جنسية المملكة المتحدة لبريطانيا العظمى وأيرلندا)، ولد في 27 مارس 1917 في المملكة المتحدة، وتوفي بنفس المكان في 5 فبراير 2004. حزبياً، نشط في حزب ألستر الوحدوي. انتخب عضو برلمان أيرلندا الشمالية وفي الانتخابات البرلمانية في أيرلندا الشمالية 1973 ‏، انتخب عضو برلمان أيرلندا الشمالية 1973-1974 وقد انضم خلال فترته النيابية ‏ للكتلة البرلمانية حزب ألستر الوحدوي وفي الانتخابات العامة في المملكة المتحدة فبراير 1974 ‏، انتخب عضو البرلمان السادس والأربعون للمملكة المتحدة عن دائرة فيرماناغ وجنوب تيرون خلال فترته النيابية ‏ (28 فبراير 1974 – 20 سبتمبر 1974).

## روابط خارجية
- هاري ويست على موقع مونزينجر (الألمانية)